# Skurtjärnen
Skurtjärnen är en sjö i Hedemora kommun och Hofors kommun i Dalarna och ingår i Dalälvens huvudavrinningsområde. Sjön har en area på 0,115 kvadratkilometer och ligger 157 meter över havet. Sjön avvattnas av vattendraget Stigsboån.

## Delavrinningsområde
Skurtjärnen ingår i det delavrinningsområde (670363-152759) som SMHI kallar för Mynnar i Grycken. Medelhöjden är 167 meter över havet och ytan är 11,44 kvadratkilometer. Det finns inga avrinningsområden uppströms utan avrinningsområdet är högsta punkten. Stigsboån som avvattnar avrinningsområdet har biflödesordning 3, vilket innebär att vattnet flödar genom totalt 3 vattendrag innan det når havet efter 190 kilometer. Avrinningsområdet består mestadels av skog (87 procent). Avrinningsområdet har 0,11 kvadratkilometer vattenytor vilket ger det en sjöprocent på 1,5 procent.